# Jorge Eduardo Acosta
Jorge Eduardo Acosta detto "el Tigre" (Buenos Aires, 27 maggio 1941) è un militare e criminale argentino, già ufficiale della marina militare argentina.

## Biografia

### Torturatore durante la dittatura
Come capitano di corvetta fu a capo del Gruppo 3.3.2., un nucleo di appartenenti alla marina militare argentina che durante la guerra sporca avevano l'incarico di far funzionare l'ESMA (Scuola di meccanica per sottufficiali della marina) a Buenos Aires come centro di detenzione, tortura e sterminio dei dissidenti politici. Egli prendeva decisioni inerenti agli obiettivi dei rapimenti e le modalità delle torture. Diceva di essere come Dio alla ESMA, poiché aveva il più pieno e libero arbitrio di vita o di morte sui prigionieri.
Formalmente è ritenuto responsabile diretto del rapimento, tortura e uccisione di 84 persone, anche se all'ESMA, il lager da lui gestito, furono uccisi quasi 5.000 innocenti. È responsabile anche della sparizione della ragazzina Dagmar Hagelin, di attiviste del gruppo delle Madri di Plaza de Mayo e di operatori umanitari, sequestrati nella chiesa della Santa Cruz tra l'8 e il 10 dicembre del 1977, fra questi ultimi ci furono due suore francesi, Alice Domont e Léonie Duquet. Furono tutte rapite, torturate e uccise.

### L'aiuto all'Apartheid in Sudafrica
Nel 1981 si recò in Sudafrica, per offrire il proprio aiuto e la propria esperienza di torturatore al governo dell'apartheid, il quale si stava preparando ad un massiccio piano di repressione contro i dissidenti.

### Il conto segreto in Svizzera
Nel 1998 fu scoperto un conto segreto in Svizzera a lui intestato, nel quale, durante gli anni della dittatura, aveva versato i soldi rubati ai desaparecidos sequestrati ed assassinati.

### Processi
Fu accusato di numerosi rapimenti, detenzioni illegali, torture e omicidi. Ha all'attivo cause in Argentina (riaperte nel 2006 dopo l'annullamento dell'amnistia che lo proscioglieva), in Spagna, per aver sequestrato e ucciso cittadini spagnoli, per genocidio, terrorismo di stato, torture e crimini contro l'umanità, e in Italia, per aver assassinato cittadini italiani in Argentina. Il 26 ottobre 2011 è stato condannato all'ergastolo da una corte argentina. Il 5 luglio 2012 è stato condannato a 30 anni di reclusione per rapimento e sottrazione di identità perpetrati nei confronti dei figli dei desaparecidos. Insieme a lui sono stati condannati Reynaldo Bignone (a 15 anni) e Jorge Rafael Videla (a 50 anni).